# Голосов, Илья Александрович
Илья́ Алекса́ндрович Го́лосов (19 [31] июля 1883, Москва — 29 января 1945[…], Москва) — русский и советский архитектор, работавший в стиле символического романтизма и конструктивизма. Родной брат архитектора Пантелеймона Голосова.

## Биография

### До революции
Родился в семье священника. В 1898 году был принят в Строгановское художественно-промышленное училище. По окончании полного курса поступил в Московское училище живописи, ваяния и зодчества, которое окончил в 1912 году, получив звание архитектора. Во время учёбы работал помощником у таких архитекторов и художников, как Иван Кузнецов, Сергей Соловьёв, Алексей Щусев, Игорь Грабарь. Занимался обмерами памятников архитектуры и оформлял их для «Истории русского зодчества» и журнала «Старые годы».
Первые работы отличаются стилевым разнообразием. По проектам Голосова было построено несколько особняков, в том числе особняк Зимина в Киржаче (1912) и особняк Зуева в Москве (1913). Он спроектировал также несколько доходных домов и церквей. Жил в Тихвинском переулке, 15. В 1914 году был призван в армию, и до конца войны занимался строительством сооружений для тыловых частей.

### Первые годы советской власти
В 1918 году поступил в архитектурную мастерскую Моссовета, которой руководил Иван Жолтовский, и под его влиянием увлекся формообразованием в архитектуре. В 1918 году, в рамках разработки первого плана реконструкции Москвы, Голосов разрабатывает проект планировки одного из районов. В это же время создаёт два проекта, в которых используется классический ордер — амбулаторный корпус Басманной больницы в Москве и конкурсный проект школы-памятника Льву Толстому в Ясной Поляне.
В феврале 1919 года проекты Голосова получили три первых премии на конкурсе крематория в Москве. Проекты были выполнены в стиле неоклассицизма и послужили толчком к переосмыслению истоков формообразования и созданию теории «построения архитектурного организма». В 1918—1923 годах Голосов принимает активное участие в конкурсах на малоэтажные жилые дома и различные общественные и хозяйственные сооружения для села, используя традиции народного жилища и опыт пригородного строительства.
В 1920 году Голосов примкнул к направлению «символического романтизма» и занял в нём место признанного лидера. Проекты этих лет имеют подчеркнутую динамичность: радиостанция (1921), конный завод в Останкине (1922), Дворец труда в Москве (1923).

### Эпоха конструктивизма
С 1925 года Голосов создаёт множество конструктивистских проектов: «Дом текстиля» (1925, совместно с Б. Улиничем), Русгерторг (1926), Электробанк (1926), Дом культуры имени Зуева (1928). В своих проектах он сплавляет в единое целое крупные формы с простой геометрией (куб, параллелепипед и цилиндр), длинные плоскости фасадов разбивает переплётами окон.
Голосов не являлся членом Объединения современных архитекторов (ОСА), в отличие от своего брата Пантелеймона, который был активным членом группировки, вместе с Моисеем Гинзбургом, братьями Весниными, Иваном Леонидовым и другими. Входил в редакцию журнала ОСА «Современная архитектура».
В 30-х годах Илья Голосов — руководитель архитектурно-проектной мастерской № 4 Моспроекта, под его началом работают архитекторы П. П. Антонов, А. А. Журавлёв, В. М. Кусаков, А. Т. Капустина, Д. Д. Булгаков, И. Л. Маркузе, Б. Ф. Рогайлов, К. И. Джус, И. В. Гохман, С. Ф. Кибирев, М. К. Костанди, С. А. Козлов, А. С. Алимов, Г. К. Яковлев.

### Постконструктивизм. Период творческого расцвета
Один из самых значительных проектов Ильи Голосова 1930-х годов, выполненный в постконструктивистском стиле, — это жилой дом Военно-инженерной академии на Яузском бульваре в Москве (1936—1941).
С 1919 года по 1945 год преподавал архитектуру в различных учебных заведениях, в том числе, во ВХУТЕМАСе-ВХУТЕИНе (руководил архитектурной мастерской совместно с К. С. Мельниковым) и в Московском архитектурном институте (МАРХИ). Новый метод преподавания архитектуры привел к формированию новаторского течения — школы Ильи Голосова.

## Постройки
См. также Постройки Ильи Голосова
- Дом Габричевской (1914, Москва, совместно с братом П. А. Голосовым
- Особняк Зимина (Киржач)
- Здание Северного страхового общества, совместно с И. И. Рербергом, В. К. Олтаржевским и М. М. Перетятковичем (1909—1911, Москва, Улица Ильинка, 21-23)
- Дворец Труда (1923, Москва)
- Павильон Дальнего Востока Парка культуры и отдыха (1923, Москва, ЦПКиО им. Горького)
- Дворец Труда (1925, Ростов-на-Дону)
- Дом культуры имени С. М. Зуева (1926—1928, Москва, Лесная улица, 18)
- Дом коллектива (1930, Иваново, ул. Красных Зорь, 3)
- Дом Советов (1932, Элиста, ул. Пушкина, 11)
- Здание Академии коммунального хозяйства (1933—1938, Москва)
- Здание Телеграфа (1934, Москва, Пушкинская площадь)
- Жилой дом на Садовом кольце (1934, Москва)
- Гостиница «Общества пролетарского туризма и экскурсий», совместно с Д. Д. Булгаковым (1934, Москва, Арбат, 57)
- Жилой дом (1934—1936, Москва, Долгоруковская улица, 5)
- Жилой дом Военно-инженерной академии им. В. В. Куйбышева (1936—1941, Москва, Яузский бульвар, 2/16)
- Комплекс жилых домов для автозавода в Автозаводском районе (1935—1938, Горький, проспект Октября)
- Здание Высшей школы профсоюзов (1938, Москва)
- Жилой дом (1939, Москва, Спиридоньевский переулок, 8)
- Общежитие института им. Свердлова (Москва, РГГУ)
- Жилой дом Наркоматов иностранных дел и внешней торговли (1929—1936, Москва, ул. Долгоруковская, совместно с Маркузе)[5]
- дома на кузнецкстрое.

### Проекты
(конкурсные проекты и нереализованные постройки)
- Крематорий (1919, Москва)
- Здание Останкинского коннозаводства (1922, Москва)
- Павильон Афганистана Парка культуры и отдыха (1922, Москва)
- Народный дом имени В. И. Ленина (1924, Иваново-Вознесенск)
- Здание акционерного общества «Аркос» (1924, Москва, проект использован при строительстве жилого дома на левой стороне Ленинского проспекта в Москве)
- Здание газеты «Ленинградская правда» (московское отделение) (1924, Москва)
- Советский павильон на Международной выставке в Париже 1925 года (1924, Москва)
- Институт минерального сырья (1925, Москва)
- Дом Текстиля (1925, Москва, совместно с Б. Я. Улинич)
- Проект ночлежного дома (1926, Москва, совместно с Г. Г. Вегманом)[6]
- Здание Электробанка (1926, Москва)[7]
- Дворец Советов (1932, Москва)
- Фасад театра им. Мейерхольда (1933, Москва)
- Здание Дома ТАСС (Москва)
- Здание Дома книги (1934, Москва)
- Здание театра (1934, Минск)
- Жилой дом Наркомтяжпрома (1934, Москва)
- Здание Аэропорта (1938, Москва)
- Перронный зал станции метро «Красные ворота»
- Здание ВНИИ телемеханики и связи (Москва, шоссе Энтузиастов)
- Здание театра МОСПС (Москва)
- Здание Русгерторга (Москва)
- Мемориальный музей Советской армии (Москва, последняя работа)

### Учебные проекты
- Трудовая школа (1920, Москва)
- Центральная городская хлебопекарня (1920, Москва)
- Мастерская (кузница) с водокачкой (1920, Москва)
- Астрономическая обсерватория (1921, Москва)
- Радиостанция (1921, Москва)

### Руководство проектами
- Дворец культуры (1929, Архангельск)
- Здание центральной книжной базы КОГИЗ
- Здание гостиницы ОПТЭ (Москва)
- Дом РЖСКТ «Пищевая индустрия» (Москва)
- Жилой дом ЦуДорТранса (Москва)
- Дом Советов (Сталинск)
- Здание ЦНИИ промсооружений (Москва)
- Административный корпус завода «Радиоприбор» (Москва)
- Конференц-зал коммунистического университета им. Свердлова (Москва, РГГУ)

## Память
Похоронен на Новодевичьем кладбище в Москве (участок № 2, ряд 30).